# Таиш
Таи́ш (укр. Таїш, крымскотат. Tayış, Тайыш) — исчезнувшее село в Джанкойском районе Республики Крым, располагавшееся на севере района, в степной части Крыма, примерно в 2 км к северу от современного села Яснополянское.

## История
Первое документальное упоминание села встречается в Камеральном Описании Крыма… 1784 года, судя по которому, в последний период Крымского ханства Тоеш входил в Дип Чонгарский кадылык Перекопского каймаканства.
После присоединения Крыма к России (8) 19 апреля 1783 года, (8) 19 февраля 1784 года, именным указом Екатерины II сенату, на территории бывшего Крымского Ханства была образована Таврическая область и деревня была приписана к Перекопскому уезду. После Павловских реформ, с 1796 по 1802 год, входила в Перекопский уезд Новороссийской губернии. По новому административному делению, после создания 8 (20) октября 1802 года Таврической губернии, Таиш был включён в состав Биюк-Тузакчинской волости Перекопского уезда.
По Ведомости о всех селениях в Перекопском уезде состоящих с показанием в которой волости сколько числом дворов и душ… от 21 октября 1805 года в деревне Таиш числилось 5 дворов и 23 жителя крымских татар. На военно-топографической карте 1817 года Таиш не обозначен, но, в «Ведомости о казённых волостях Таврической губернии 1829 г», составленной по результатам реформы волостного деления 1829 года, деревня, как жилая, записана в составе Тузакчинской волости. Затем, видимо, вследствие эмиграции крымских татар в Турцию, деревня опустела и уже на картах 1836 и 1842 года обозначены развалины деревни, как и на трёхверстовой карте 1865 года. В дальнейшем в доступных источниках не встречается.